# Bröderna Daltons hämnd och andra äventyr
Bröderna Daltons hämnd och andra äventyr (La ballade des Dalton et autres histoires) är ett Lucky Luke-album från 1986. Albumet samlar fyra kortare serier från perioden 1978-1980, åren efter att seriens mångårige manusförfattare René Goscinny avlidit, och är det 55:e albumet i ordningen. Titelserien är serieversionen av den animerade långfilmen Bröderna Daltons hämnd från 1978.
Albumet saknar svensk numrering, då det har inte blivit utgivet i sin helhet inom ramarna för den svenska albumutgivningen. Det finns dock publicerat som en del av Lucky Luke – Den kompletta samlingen, och samtliga fyra serier är medtagna i diverse svenska extrautgåvor.

## Handling
Bröderna Daltons hämnd
- Originaltitel: La ballade des Dalton
- Manus av Morris efter  ett filmmanus av René Goscinny, Morris och Pierre Tchernia.
- Ursprungspublicerad i Spirou #2118-2123 (1978)
- Svenskspråkig publicering i Lucky Luke Special
- 27 sidor

Bröderna Daltons farbror Henry har hängts, och testamenterat sin förmögenhet till sina brorsöner - under förutsättning att de dödar de jurymedlemmar och den domare som dömde honom till döden.
Jolly Jumper blir förälskad
- Originaltitel: Un amour de Jolly Jumper
- Manus av Greg
- Ursprungspublicerad i Spirou #2117 (1978)
- Svenskspråkig publicering i Jag Jolly Jumper
- 7 sidor

Lucky Luke misstänker att Jolly Jumper är allvarligt sjuk - till han förstår att han har blivit förälskad i ett sto.
Bråket i Pancake Valley
- Originaltitel: Grabuge à Pancake Valley
- Omtecknad historia från 1955, med manus av René Goscinny
- Ursprungspublicerad  i 16/22 #72 (1980)
- Svenskspråkig publicering i Jag Jolly Jumper
- 4 sidor

Under ett besök i Pancake Valley försvinner Jolly Jumper, och Lucky Luke vänder upp och ner på staden för att finna honom.
Sheriffskolan
- Originaltitel: L'ecole des shérifs
- Manus av Morris
- Ursprungspublicerad  i 16/22 #43 (1978)
- Svenskspråkig publicering i Lucky Luke Special
- 8 sidor

Lucky Luke anlitas av sheriffskolan i Dead Cattle Gulch för att höja kvalitén på utbildningen.

## Svensk utgivning
- I Lucky Luke – Den kompletta samlingen ingår albumet i "Lucky Luke 1978-1980". Libris 10147841. ISBN 91-7134-350-4